# Умар бін аль-Хаттаб
Умар бін аль-Хаттаб (д/н — 1490) — імам Оману в 1451—1490 роках.

## Життєпис
Походив з клану аль-Харусі. Брав участь у звільненні Оману від влади Ормузької держави, підтримуючи торгівельний союз Тібі. Втім північнооманські портові міста залишилися під владою мулуків (володарів) Ормузу. Обирається імамом 1451 року.
На той час мав лише релігійну та дещо світську владу. Оман був розділений між мулуками з роду Набхані. Тому аль-Хаттаб підтримував плем'я бану-джабрі з Бахрейну, яке поступово посилювалося в Омані. 1471 року, коли Набхані відмовили в допомозі Салгур Шаху, що боровся з братом Шихаб ад-Дуном, мулуком Ормузу, за спадок батька Фахр ад-Діна Туран-шаха II, тому імам надав прихисток, а 1475 року не заважав бану-джабрі повалити іншого мулука Шах Вейса й поставити на трон Ормузу Салгур Шаха.
До 1480 року володіння Набхані об'єднав Сулейман бін Сулейман, що став фактично більшості Оману. Він скористався послаблення союзу Тібі, щоб захопити торгівлю пахощами та прянощами з Передньою Азією. Це спричинило конфлікт з імамом, який зазнав поразки. Але вже 1482 року Умар бін аль-Хаттаб завдав поразки Сулейману бін Сулейману. Імам зібрав збори улемів, де було вирішено конфіскувати майно Сулеймана, його брата, батька і діда. З цього часу увійшло практику наступних імамів конфісковувати майно своїх суперників.
Проте війна з Набхані тривала. Лише 1488 року Саїф бін Заміл аль-Джабрі, шейх Бахрейну, завдав поразки Сулейману бін Сулейману. В результаті значну владу в Омані набув переможець Саїф, але він помер 1489 року. У 1490 році помер Умар бін аль-Хаттаб. Новим імамом обрали Умара аль-Шаріфа, проти якого невдовзі виступили шейхи, що дозволило Сулейману бін Сулейману повернутися з Ормуза та відновити боротьбу, а емірам роду аль-Джабрі втрутитися в цю війну.